# Església dels Claretians
L'Església dels Claretians és una església de Girona inclosa a l'Inventari del Patrimoni Arquitectònic de Catalunya.

## Descripció
És una església situada a la planta baixa d'un edifici d'habitatges cantoner entre els carrers Pare Claret i Joan Maragall. L'accés es produeix just a la cantonada, a través d'una escaleta i d'un pilar cilíndric de formigó vist, igual que la resta de l'església en aquest nivell, amb relleus al·lusius al sant. Igualment, la paret que recolza l'escaleta té relleus referents al sant. L'església, els costats que donen al carrer, té vitralls de factura moderna. L'interior és una nau amb capelles laterals distribuïdes respecte als pilars de formigó armat que les estructuren. Cal destacar la Mare de Déu del mateix autor a l'altar i al vitrall interior.
S'inaugurà el 22 de maig del 1983.